# Parviz Shahbazi
Pour les articles homonymes, voir Shahbazi.
Parviz Shahbazi  (en persan : پرویز شهبازی) (né en 1962 à Khorramabad, dans la province du Lorestan, dans l'ouest de l'Iran) est un réalisateur iranien.

## Biographie
Parviz Shahbazi réalise son premier long métrage, Mosafere jonoub (Voyageurs du Sud) en 1996.Son deuxième film, Darband, a été volé dans un scénario (La Chute) qui a été enregistrée dans Maison du Cinéma en Iran et écrit par une dame.

## Filmographie

### Assistant réalisateur
- 1995 : Le Ballon blanc de Jafar Panahi

### Réalisateur
- 1997 : Mosafere jonoub
- 2000 : Najva
- 2003 : Nafas-e amigh
- 2006 : Be ahestegi (Écrivain)
- 2009 : Ayar 14
- 2013 : Darband
- 2016 : Malaria (fa)